# Електрохімічний елемент
Електрохімічний елемент (англ. electrochemical cell) — пристрій,  де  використовують окисно-відновні реакції для продукування електричного струму, або ж електричний струм використовують для проведення окисно-відновних реакцій в бажаному напрямкові. В такому елементі два електроди розміщено в електроліті. Можуть використовувати як різнорідні електроліти, так і однорідні. Є два типи електрохімічних елементів: гальванічний і електролітичний. Умовою для створення електрохімічного елемента, призначеного для використання в ролі джерела електроживлення, є те, що на два електроди, які занурені в електроліт, він (електроліт) має створювати різну хімічну дію, унаслідок чого буде утворюватись струм, який можна виміряти амперметром.

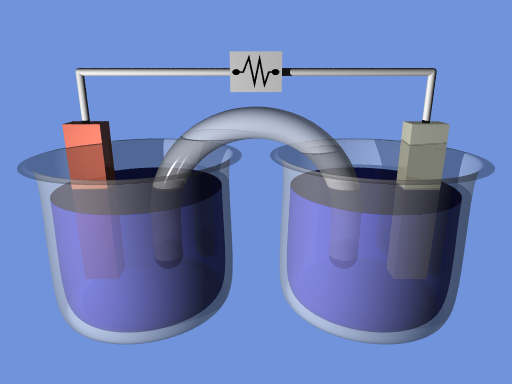
Демонстрація електрохімічного елемента, будова якого нагадує Елемент Данієля. Дві половини елемента пов'язані між собою сольовим мостом для проведення іонів між ними. Потік електронів у зовнішньому колі.

У конструкції електрохімічного елемента може бути передбачено використання:
- двох однакових (ідентичних) електродів[2][4];
- двох різнорідних[4] електродів, наприклад:
  - катоди літієвих джерел струму, виготовлені на основі флуориду магнію шляхом нанесення MgF2 в складі пастоподібної суміші на нікелеву сітку, а літієвий анод виготовляють шляхом напресування металічного літію на таку ж нікелеву сітку[5];
  - електрохімічний елемент може бути виконаний на базі модифікованого полярографічного електроду типу Clark із платиновим катодом і срібним анодом[6], та ін.;
- трьох електродів, наприклад:
  - катод, літієвий анод і аналогічний з анодом протиелектрод, або порівняльний електрод[7][8];
  - електрохімічний елемент, у якому як робочий електрод використовують активований вуглецевий матеріал з відповідним процентним вмістом марганцю, допоміжним електродом є платиновий електрод, а електродом для порівняння — хлор-срібний електрод Ag/AgCl[9];
  - як робочий електрод (індикаторний) використовують вуглеситаловий електрод, допоміжний електрод — золотий, електрод для порівняння — хлор-срібний, типу ЕВМ-1М[10];

Триелектродна схема може бути виконана як із нерозділеним, так і розділеним анодним та катодним простором;
- чотириелектродна схема[12][13].

Реактивні характеристики електрохімічного елемента визначають також на змінному струмі.
Найпростішим електрохімічним елементом є елемент Вольта, в якому використовують цинковий і мідний електроди, занурені в розчин сірчаної кислоти. Кожен з електродів, зокрема разом з електролітом, в який він занурений, утворює напівелемент.

## Найменування електрохімічних елементів
Електрохімічні елементи часто іменують на честь їх винахідників: Елемент Гальвані (так звані «гальванічні елементи»), Елемент Бунзена, Елемент Кларка, Елемент Лекланше, Елемент Данієля, Елемент Вестона. Звичайно, ці елементи різняться індивідуальними конструкційними особливостями та електрохімічними характеристиками.

## Застосування
- У електричних батареях
- При виготовленні пористих напівпровідників методом електрохімічного травлення: в електрохімічних елементах з трьома або чотирма електродами створюються пористі шари на поверхні пористих напівпровідників. Таке електрохімічне травлення — відносно простий і дешевий метод.
- У вольтамперометричних дослідженнях селену та важких металів на водних об'єктах і под.
- Генерація водню для систем енергозабезпечення.